# Casaletto di Sopra
Casaletto di Sopra (Casalèt de Sura e La Melòta in dialetto cremasco) è un comune italiano di 536 abitanti della provincia di Cremona in Lombardia.

## Storia

### Simboli
Lo stemma e il gonfalone sono stati concessi con decreto del presidente della Repubblica del 18 ottobre 2002.
Il gonfalone è un drappo partito di porpora e di azzurro.

## Società

### Evoluzione demografica
Abitanti censiti

### Etnie e minoranze straniere
Secondo i dati Istat al 31 dicembre 2020 i cittadini stranieri residenti a Casaletto di Sopra sono 39. Le comunità nazionali numericamente significative sono:
1. Romania, 23

## Infrastrutture e trasporti

### Strade
Il territorio è attraversato dalle seguenti strade provinciali:
- La strada provinciale CR SP 20 Castelleone-Casaletto di Sopra, ma solo nel tratto compreso tra la località ed il confine provinciale; il tratto tra il paese e Romanengo è stato declassato.
- La strada provinciale CR SP 44 Soncino-Casaletto di Sopra
- La strada provinciale CR SP 63 Casaletto di Sopra-Bottaiano

## Amministrazione
Durante il periodo napoleonico fu brevemente portato sotto Bergamo come confine meridionale della Calciana ma poi gli austriaci annullarono tutto.
Elenco dei sindaci dal 1985 ad oggi.
| Periodo | Periodo   | Primo cittadino          | Partito              | Carica  | Note |
| ------- | --------- | ------------------------ | -------------------- | ------- | ---- |
| 1985    | 1990      | Angelo Cibrandi          | Democrazia Cristiana | sindaco |      |
| 1990    | 1995      | Angelo Cibrandi          | Democrazia Cristiana | sindaco |      |
| 1995    | 1999      | Angelo Cibrandi          | centro               | sindaco |      |
| 1999    | 2004      | Pierandrea Brambillaschi | centro               | sindaco |      |
| 2004    | 2009      | Luca Cristiani           | Unione di Centro     | sindaco |      |
| 2009    | 2014      | Luca Cristiani           | lista civica         | sindaco |      |
| 2014    | 2019      | Luca Cristiani           | lista civica         | sindaco |      |
| 2019    | 2024      | Roberto Moreni           | lista civica         | sindaco |      |
| 2024    | in carica | Roberto Moreni           | lista civica         | sindaco |      |

### Altre informazioni amministrative
Casaletto di Sopra forma con Romanengo e Ticengo l'Unione dei Comuni Lombarda dei Fontanili.